# Brent McGrath
Brent Colm McGrath (ur. 18 czerwca 1991 w Sydney) – australijski piłkarz występujący na pozycji napastnika. Zawodnik klubu FC Fredericia.

## Kariera klubowa
McGrath treningi rozpoczął w drużynie Sydney United. W 2006 roku trafił do juniorów duńskiego Brøndby IF. W sezonie 2009/2010 został włączony do jego pierwszej drużyny, grającej w Superligaen. W tych rozgrywkach zadebiutował 22 marca 2010 roku w zremisowanym 1:1 pojedynku z Randers FC. 17 października 2010 roku w zremisowanym 1:1 spotkaniu z FC Nordsjælland strzelił pierwszego gola w Superligaen.
4 października 2013 roku McGrath przeszedł do Adelaide United. 29 lipca 2015 został piłkarzem duńskiego zespołu FC Fredericia.

## Kariera reprezentacyjna
W reprezentacji Australii McGrath zadebiutował 29 marca 2011 roku w wygranym 2:1 towarzyskim meczu z Niemcami.